# Legion Przyzwoitości
Legion Przyzwoitości (ang. Legion of Decency) – organizacja założona w 1934 roku przez amerykański episkopat. Miała na celu monitorowanie nowych filmów i sprawdzanie ich pod kątem moralności, by zapobiec powszechnej demoralizacji. Jednym z jej zadań było nawoływanie katolików do bojkotu filmów niemoralnych. Inicjatorami byli m.in. arcybp. Fred McNichols z Cincinnati i bp Bernard J. Sheil z Rockfordu. Ruch poparli także żydzi i protestanci.
Legion zaimplementował system oceniania filmów, dzieląc je na kilka grup, zaczynając od "moralnie nienagannych" aż po "godne potępienia". Na oceny nie wypływały walory artystyczne filmów.
Walczył głównie z filmami zawierającymi akty przemocy, nagość i sceny seksu. Z racji na jego znaczące wpływy większość amerykańskich producentów i dystrybutorów akceptowała działalność Legionu. Negatywnie oceniono m.in. Dziecko Rosemary Romana Polańskiego czy Milczenie Ingmara Bergmana.
O Legionie wspomniał Pius XI w jednej z encyklik.
Po Soborze Watykańskim II organizację przeistoczono w Narodowe Katolickie Biuro ds. Kinematografii (ang. National Catholic Office for Motion Pictures).